# Volvulella truncata
Volvulella truncata is een slakkensoort uit de familie van de Rhizoridae. De wetenschappelijke naam van de soort is voor het eerst geldig gepubliceerd in 1956 door Dell.